# Meriania maxima
Meriania maxima là một loài thực vật có hoa trong họ Mua. Loài này được Markgr. mô tả khoa học đầu tiên năm 1938.